# George Gunnar Marklund
George Gunnar Marklund ( 1892 – 1964 ) fue un botánico finés.

## Algunas publicaciones
- g. gunnar Marklund, arne Rousi. 1961. Outlines of evolution in the pseudogamous Ranunculus auricomus group in Finland. Nº 33 de Publicaciones del Departamento de Botánica, Universidad de Turku. 13 pp.

### Libros
- 1962. Biologi för lärdomskolornas gymnasialklasser ( Lecciones de Biología para clases de la escuela secundaria). 6ª ed. Söderström. 241 pp.

- 1954. Fröbildning utan befruktning och därmed sammanhängande mångformighet hos växter: föredrag vid Finska vetenskaps-societetens möte den 20 april 1953 ( Formación de la semilla sin fertilización, y la diversidad de plantas relacionadas en: conferencia en la reunión de la sociedad de la Ciencia finlandés de 20 de abril 1953). Ed. Societas scientiarum Fennica. 23 pp.

- eero johannes Valovirta, g. gunnar Marklund, iimari Hustich, thorvald arthur Lange, uno Saxén. 1937. Pflanzengeographische studien im gebiet der niederen fjelden im westlichen Finnischen Lappland: über die beziehung der flora zu standort und höhenlage in der Alpinen region sowie über das problem "Fjeldpflanzen in der Nadelwaldregion" ( Estudios de fitogeografía en la zona del bajo Fjeld, oeste de la Laponia finlandesa: relación de la flora con la localización y la altitud en la región de los Alpes, así como el problema "Fjeldpflanzen en la región de bosques de coníferas" ).

- bertel Lemberg, carl wilhelm Cedercreutz, g. gunnar Marklund, harald Lindberg, torsten Lain. 1934. Die Algenflora und Algenvegetation auf Åland ( Flora de algas marinas de las Islas Åland). Volumen 2. Acta botanica fennica. Ed. Akademische Buchhandlung. 29 pp.

- 1926. Nya Taraxaca. Volumen 55 de Acta Societatis pro fauna et flora Fennica. 24 pp.

## Honores

### Epónimos
- (Asteraceae) Taraxacum marklundii Palmgren[1]
- (Ranunculaceae) Ranunculus marklundii (Julin & Nannf.) Ericsson[2]

- La abreviatura «Markl.» se emplea para indicar a George Gunnar Marklund como autoridad en la descripción y clasificación científica de los vegetales.[3]